# Evropa společně
Evropa společně (ESO) bylo české politické hnutí, založené v roce 2019 Jaromírem Štětinou. Nejvyšší správní soud hnutí rozpustil v prosinci 2023.

## Charakteristika hnutí a program
Hnutí bylo zaměřeno proevropsky, požadující zachování Evropské unie jako garanta míru a zabránění dalších odchodů z unie. Také podporuje členství ČR v NATO.
Pro volby do Evropského parlamentu předložilo hnutí pod názvem Rozumem proti strachu následující program:
1. Evropa bezpečná – zajištění míru, bezpečnosti, prosperity a demokracie. Podpora členství v EU a NATO, podpora lidských práv a demokratických systémů ve třetích zemích, kybernetická bezpečnost a potírání dezinformací, jednotné evropské řešení problému migrace, potírání terorismu.
2. Evropa moderní – prohlubování vnitřního trhu, přijetí eura, digitalizace vnitřního trhu a investice do vědy, výzkumu, vzdělání.
3. Evropa férová – zaměstnanost, sociální rovnost, včetně rovnosti pohlaví, inkluze handicapovaných a vylučovaných, ochrana životního prostředí, humanitární pomoc. Prosazení minimálních evropských standardů podpory péče o válečné veterány, jejich rodiny a pozůstalé. Snižování rozdílu v odměňování žen a mužů.
4. Evropa kulturní – ochrana a rozvoj kulturního dědictví a živého umění, podpora vzdělávání a svobodná média.

## Volby

### Volby do Evropského parlamentu v Česku 2019
ESO se zúčastnilo voleb do Evropského parlamentu. Lídrem kandidátky byl Jaromír Štětina, dále kandidovali například Petr Fischer, Jan Povýšil, Jana Spekhorstová a Leoš Fučík. V těchto volbách obdrželo hnutí 12 587 hlasů (0,53%) a nezískalo tak žádný mandát.
Hnutí podporovali například básník a politik Michal Horáček, bývalá ústavní soudkyně a politička Eliška Wagnerová či filmař Petr Jančárek.

## Porušení zákona
Úřad pro dohled nad hospodařením politických stran a politických hnutí provedl v roce 2020 kontrolu hnutí Evropa společně, a zjistil desítky porušení zákona. Hnutí čerpalo zápůjčky od fyzické osoby, ačkoliv mohlo přijímat pouze zápůjčky a úvěry bank; zůstatek z volebního účtu nebyl převeden; zpráva o financování volební kampaně nebyla zveřejněna ani zaslána Úřadu; zasláno nebylo ani účetnictví nebo výroční finanční zpráva. V rámci kontroly byly uloženy dvě pořádkové pokuty kvůli neposkytnutí součinnosti, a když Úřad nakonec rekonstruoval účetnictví kampaně bez součinnosti hnutí, zjistil, že některé výdaje byly v rozporu se zákonem hrazeny z jiného než volebního účtu.
V lednu 2022 vláda navrhla pozastavit činnost hnutí. K pozastavení došlo 16. března 2022.